# Zygodontomys brunneus
Zygodontomys brunneus là một loài động vật có vú trong họ Cricetidae, bộ Gặm nhấm. Loài này được Thomas mô tả năm 1898.